# Arnold Langemann (Macrander)

Wapen van Arnold Langemann (Macrander)

Arnold Langemann, ook Arnoldus Langemann later Arnoldus Macrander (Mengeringhausen, ca. 1566 — Peckelsheim, 15 maart 1620) was Cammer Secretarius (kamersecretaris/-meester) en raadsheer van de graven van Waldeck.

## Leven
Arnold Langemann studeerde in Wittenberg (Duitsland), genoemd als „Waldeccus Westvalus“ (1586), was 1589 secretaris van de vorst-bisschop van Osnabrück Bernhard von Waldeck, secretaris van de graven van Waldeck-Eisenberg (1591), rector van de school in Mengeringhausen (1593), secretaris en kamermeester van de graven van Waldeck-Wildungen, raadsheer van de Douairière gravin van Waldeck-Wildungen (1594), procurator in Nieder-Wildungen (1608) en Fiscalis (afgevaardigde der belastingen) in de regio Dringenberg (1610–1612).
Langemann wijzigde (vergriekste) zijn naam in Arnold(us) Macrander en is stamvader van de familie Macrander.
Zijn oom was Anton Holmann (ca. 1535 — 1606), kanselier te Arolsen.
Arnold Langemann huwde eerst in 1589 te Osnabrück Margaretha Nicolai, dochter van Theodor Dietrich Rafflenboel (Nicolai) en Katharina Meyhan, zus van de befaamde Lutherse theoloog, priester en dichter/componist Philipp Nicolai. Margaretha werd in Mengeringhausen geboren, en is in Alt-Wildungen op 14 februari 1597 aan de pest gestorven. Arnold Langemann huwde voor de tweede maal omstreeks 1599 met Regina Nübel, dochter van Johann Nübel. Regina werd in 1575 te Peckelsheim geboren, waar ze ook stierf. Ze was „Camermagd bey der Gräffin zu Wildungen, dabevor gewesene Kindermagd“, ofwel Kamer- en kindermaagd van de gravin te Wildungen.

## Weblinks
- Genealogische website met de geschiedenis van de familie Macrander Nederlands/Engels
- Familiekroniek Macrander (PDF-bestand; 7,89 MB)
- Geschiedenis Waldeck: Ambtenaren van Waldeck (PDF-bestand; 1,67 MB)